# Phyllostachys prominens
Phyllostachys prominens är en gräsart som beskrevs av W.Y.Hsiung. Phyllostachys prominens ingår i släktet Phyllostachys och familjen gräs. Inga underarter finns listade i Catalogue of Life.